# 土崎街区公園
土崎街区公園（つちざきがいくこうえん）とは、秋田県秋田市土崎港にある都市公園（街区公園）である。かつては土崎公園、土崎児童公園とも呼ばれた。

## 概要
古くは安東氏の居城湊城があった地とされる。湊城の廃城後、その中心部は土崎神明社となり、現在では隣接して土崎街区公園がある。
湊城の遺構はほとんど残っていないが、園内には湊安東氏の顕彰碑がある。このほかD51 370号機が静態保存されている。

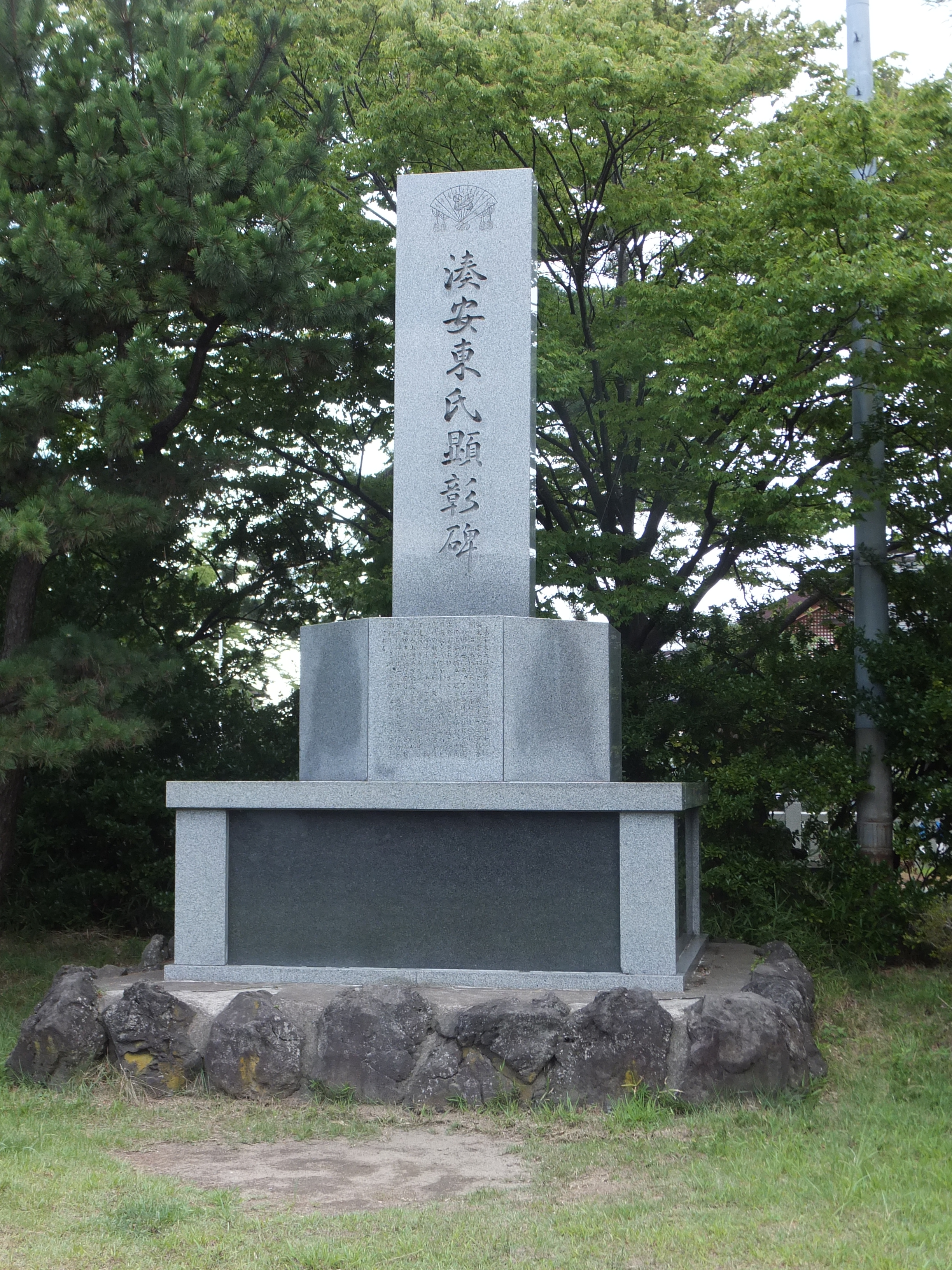
湊安東氏の顕彰碑
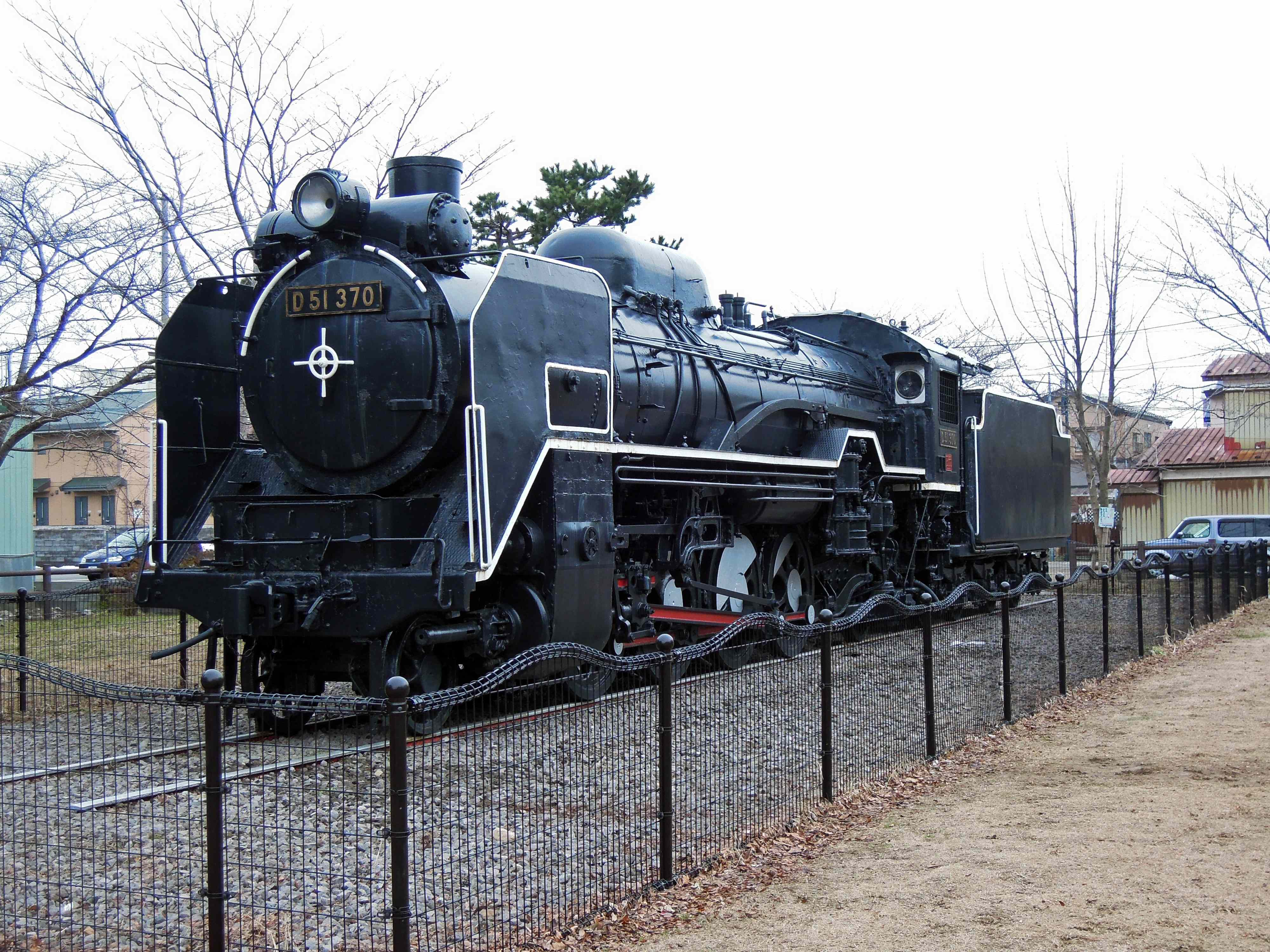
園内に静態保存されているD51 370号機

## アクセス
- 鉄道
  - 奥羽本線土崎駅から徒歩約5分